# 잔 베퀴 뒤 바리 백작부인
잔 앙투아네트 베퀴 뒤바리 백작부인(프랑스어: Jeanne Antoinette Bécu, comtesse du Barry , 1743년 8월 19일~1793년 12월 8일)은 루이 15세의 정부로, 퐁파두르 후작 부인과 함께 루이 15세의 공식 정부(maîtresse en titre)로 알려져 있다. 퐁파루드 후작 부인 사후 루이 15세의 뒤에서 정치적 영향력과 실권을 행사하였다. 흔히 뒤바리 부인 또는 뒤바리 백작 부인으로 불린다.
공식 명칭으로는 안게 부인 (Mademoiselle l'Ange)이라고 한다.
매춘부 출신이었던 탓에 루이 15세의 세 딸들로부터도 수시로 경멸과 무시를 당했다. 왕세손 루이 오귀스트의 정실 부인 마리 앙투아네트 조셉 장 과도 수시로 갈등하였다. 루이 15세 사후 수도원으로 추방되었다가 1793년 12월 프랑스 혁명기 때 단두대에서 처형당했다.
모친의 성명은 '''안 베퀴 Anne Becu'''로 역시 전업 매춘부였는데, 자주 귀족들의 사치품과 다이아몬드, 장신구, 귀금속에 대한 욕망과 질투심, 그리고 귀족 작위와 같은 타이틀에 대한 열등감으로 사회적 명성과 작위에 비정상적일 정도로 집착하다 그녀의 욕망을 채우기 위한 재물을 모으기 위해 심지어 그녀가 후일 낳은 어린 딸마저 살롱에 강제로 끌어가 매춘을 감행시켜 어린 나이에도 온갖 화장과 정형에 대한 압박감 등으로 피부가 썩어 곪아들어가는 온갖 병증을 앓는 등 모진 학대와 수탈을 감행했다고 하며, 주변의 회고록에서는 악랄하다 싶을 정도로 주변 사교계 인맥들 간의 약점들과 감정관계 등을 매우 교묘하고 교활하게 악용하여 이간질하는데 성공해 자신이 욕망하는 것을 얻고 자신의 존재는 어디에도 드러내지도 않은 채 악성 루머와 험담, 온갖 스캔들을 만들어 놓고는 본인은 교활하게 자취를 감추며 사회망을 어지럽히고 혼탁하게 만드는 것을 매우 즐겼다고 하나, 결국은 안 베퀴 본인과 본인의 딸이야말로 오히려 그들이 이간질을 놓고 비웃음을 사게하려던 귀족들보다도 더 비참하게 단두대의 제물로 사라지게 되는데, 이는 그 무엇보다도 세상에서 가장 추악하고 끔찍한 매춘부들의 최후로 평가받고 있다고 한다.  

## 국왕의 정부
귀족이 아닌 평민출신으로 전직이 매춘부였다. 1764년 퐁파두르 후작 부인이 죽었고 1765년에는 왕세자 루이 페르디앙, 1767년에는 왕세자비 마리아 요제파, 1768년에는 왕비 마리 레슈친스카가 사망하면서 루이 15세는 실의에 빠져있었다. 이런 국왕을 1768년 우연히 만나게 되었고, 뒤바리 백작부인 자격으로 왕궁에 수시로 출입했다. 루이 15세는 그녀의 미모와 지성이 마음에 들어 공식 정부(情婦, 메트레상티트르)가 되어줄것을 요구했다.
뒤바리 백작부인은 일정한 절차를 거친후 애첩 퐁파두르 부인를 이어 루이 15세의 공식 정부(maîtresse en titre)가 되었으며 루이 15세는 말년에 그녀에게 푹 빠져 있었다. 그녀는 퐁파두르 후작 부인처럼 정치에 깊이있게 관여하진 않았지만, 그 이전까지 자신이 우러러보던 높은 귀족들이 자신에게 조아리는 것을 즐기게 되었다.
그러나 어머니 마리 레슈친스카를 사랑했던 루이 15세의 딸들과 마리 앙투아네트는 대놓고 그녀를 무시하였다고 한다. 마리아 테레지아는 이것이 외교 문제로 비화될까봐 염려하였고, 오스트리아 총리대신 카우니츠 재상을 통해 훈령을 보내 마리 앙투아네트에게 자제할 것을 요구하였다. 그러나 앙투아네트는 카우니츠에게 무슨 자격으로 자신에게 그런 편지를 보내느냐며 추궁하였다.
이에 뒤바리 백작 부인은 루이 15세와 오스트리아 대사에게 마리 앙투아네트의 행태가 계속될 경우 프랑스와 오스트리아의 외교 관계가 악화될 것이라 압박하자, 어머니 마리아 테레지아와 오빠의 설득에 굴복한 마리 앙투아네트가 그녀에게 "오늘 베르사유에 사람이 참 많군요" 라고 직접 인사를 건넨 유명한 일화도 있다. 1774년에 루이 15세의 병세가 악화되어 죽음이 임박해지자 출궁을 명받아 베르사유 궁을 나왔다. 이후 루이 15세가 하사했던 루브시엔 성에서 머물게 되었고, 그가 사망하고 그의 손자 루이 16세가 즉위하자 수도원으로 사실상 추방된다.

## 루이 15세의 사망 이후
시간이 어느 정도 지난 후, 루이 16세는 그녀에게 루브시엔 성에서 다시 살 수 있도록 허락해주었다. 그러나 얼마 지나지 않아서 곧 프랑스 혁명이 일어났고, 당시 그녀는 런던에서 머물고 있었는데, 자신의 저택에 가보기 위하여 프랑스에 입국하지만, 공화주의자에게 붙잡혔다. 결국 콩시에르쥬리 감옥으로 압송되었고, 단두대에서 처형되었다.

## 같이 보기
- 베르사유의 장미
- 퐁파루드 백작 부인
- 폴리냐크 백작 부인